# Codex Regius
Codex Regius (latinsko Cōdex Rēgius, »Kraljeva knjiga«; islandsko Konungsbók) ali GKS 2365 4º je islandski kodeks, v katerem so ohranjene številne staronordijske pesmi iz Poetične Edde. Napisan naj bi bil v 70. letih 12. stoletja, sestavljen pa je iz 45 velumskih listov. Delo je prvotno vsebovalo še osem listov, ki pa dandanes veljajo za izgubljene. Je edini vir za večino pesmi, ki jih vsebuje. V strokovnih besedilih se ta rokopis običajno označuje s kratico [R] za Codex Regius ali [K] za Konungsbók.
Kodeks je bil odkrit leta 1643, ko je prišel v last Brynjólfurja Sveinssona, takratnega islandskega škofa v Skálholtu, ki je kodeks leta 1662 kot darilo poslal danskemu kralju Frideriku III. Od tod tudi ime. Do 21. aprila 1971 je bil shranjen v Kraljevi knjižnici v Københavnu, od koder so ga vrnili v Reykjavík, kjer ga trenutno hrani Inštitut za islandske študije Árnija Magnússona. Ker letalski promet v tistem času ni bil povsem zanesljiv za tako dragocen tovor, so ga z vojaškim spremstvom prepeljali z ladjo.
Eden glavnih rokopisov Snorrijeve Edde (GKS 2367 4to) se prav tako imenuje Codex Regius. Sestavljen je iz 55 velumskih strani iz začetka 14. stoletja in je del istega darila škofa Brynjólfurja Frideriku III. Leta 1985 je bil prav tako vrnjen na Islandijo, kjer ga trenutno hrani Inštitut za islandske študije Árnija Magnússona.

## Vsebina
V slovenščino je bilo do danes prevedenih le 7 pesmi: Bajanje vidke, Pesem Visokega, Skirnirjeva ježa, Harbardova pesem, Pesem o Hymirju, Lokijevo izzivanje ter Pesem o Thrymu v delu Edda : Iz staroislandskega epa avtorjev Bogdana Gjuda in Silvina Košaka iz leta 2004. V spremnem delu omenjenega dela so navedeni tudi ostali naslovi neprevedenih pesmi, razen Frá dauða Sinfjötla (O Sinfjötlijevi smrti) ter Velika lakuna, ki so navedeni spodaj:
| Völuspá                    | (Bajanje vidke)                            |
| Hávamál                    | (Pesem Visokega)                           |
| Vafþrúðnismál              | (Pesem o Vafthrudnirju)                    |
| Grímnismál                 | (Pesem o Grimnirju)                        |
| Skírnismál                 | (Skirnjirjeva ježa)                        |
| Hárbarðsljóð               | (Harbardova pesem)                         |
| Hymiskviða                 | (Pesem o Hymirju)                          |
| Lokasenna                  | (Lokijevo izzivanje)                       |
| Þrymskviða                 | (Pesem o Thrymu)                           |
| Völundarkviða              | (Volundova pesem)                          |
| Alvíssmál                  | (Alvissova pesem)                          |
| Helgakviða Hundingsbana I  | (Prva pesem o Helgiju, ubijalcu Hundinga)  |
| Helgakviða Hjörvarðssonar  | (Pesem o Helgiju, Hjorvardovem sinu)       |
| Helgakviða Hundingsbana II | (Druga pesem o Helgiju, ubijalcu Hundinga) |
| Frá dauða Sinfjötla        | (O Sinfjötlijevi smrti)                    |
| Grípisspá                  | (Gripijevo bajanje)                        |
| Reginsmál                  | (Reginova pesem)                           |
| Fáfnismál                  | (Fafnirjeva pesem)                         |
| Sigrdrífumál               | (Sigrdrifina pesem)                        |
| Velika lakuna              | Le lakuna, ni del besedila                 |
| Brot af Sigurðarkviðu      | (Fragment pesmi o Sigurdu)                 |
| Guðrúnarkviða I            | (Prva pesem o Gundrun)                     |
| Sigurðarkviða hin skamma   | (Kratka pesem o Sigurdu)                   |
| Helreið Brynhildar         | (Brynhildina pot na oni svet)              |
| Dráp Niflunga              | (Pokol Niðungov (=Nibelungov))             |
| Guðrúnarkviða II           | (Druga pesem o Gundrun)                    |
| Guðrúnarkviða III          | (Tretja pesem o Gundrun)                   |
| Oddrúnargrátr              | (Oddrunina žalostinka)                     |
| Atlakviða                  | (Groenlandska Atlijeva pesem)              |
| Atlamál                    | (Groenlandska pesem o Atliju)              |
| Guðrúnarhvöt               | (Gundrunina tožba)                         |
| Hamðismál                  | (Hamdirjeva pesem)                         |

## V popularni kulturi
- Codex Regius je tema trilerja islandskega pisatelja Arnaldura Indridasona.
- Michael Haneke je izjavil, da je naslov njegovega filma Čas volka iz leta 2003 vzet iz Codexa Regiusa, natančneje iz »Bajanja vidke.«[4]
- Werner Herzog glasno prebere angleški prevod ene od pesmi v svojem filmu Into the Inferno iz leta 2016.